# Benjamin Kennicott
Pour les articles homonymes, voir Kennicott.
Benjamin Kennicott, né le 4 avril 1718 à Totnes dans le Devon et mort le 18 septembre 1783, est un théologien anglais.

## Biographie
Maître d'école à Totnes, le succès d'une de ses pièces lui vaut en 1744 d'être admis à l'université d'Oxford. Il devient ensuite professeur au collège d'Exeter, conservateur de la Radcliffe Library, chanoine de Christ Church et prêtre anglican de Culham, dans l'Oxfordshire. 
On lui doit une édition de la Biblia hebraïca en 2 volumes (1776 et 1780), faite sur tous les manuscrits hébreux, chaldaïques et samaritains connus alors, et qui fut financée par souscription. À cet effet, il compulsa lui-même plus de 250 manuscrits, et en fit compulser environ 350 par les plus habiles hébraïsants de l'époque.

## Œuvres
- 1762 : The annual accounts of the old Testament
- 1776 (1er volume puis 1780 (2e volume) : Biblia hebraïca